# 塔普謝爾半島
70°52′S 167°20′E / 70.867°S 167.333°E
塔普謝爾半島是南極洲的半島，位於維多利亞地北部，中部地區海拔高度超過800米，該山峰以新西蘭的捕鯨船命名，現時由南極條約體系管理。